# Karl Winter (Zahnmediziner)
Karl Winter (* 14. Januar 1900 in Bochum; † 5. Juni 1984 in Düsseldorf) war ein deutscher Zahnarzt.

## Leben
Als Sohn eines Zahntechnikers geboren, studierte Winter nach dem Besuch der Oberrealschule in Düsseldorf Zahnmedizin an der Philipps-Universität Marburg. Seit Beginn seines Studiums war er 1918 Mitglied und später Alter Herr der Burschenschaft Sigambria Marburg (ADB), seit 1930 der Burschenschaft Hercynia Marburg, in der die Sigambria aufgegangen war. 1950 ging die Hercynia schließlich in der Marburger Burschenschaft Rheinfranken auf, der Winter bis zu seinem Tode angehörte. 1920 gehörte Winter dem Studentenkorps Marburg (StuKoMa), einem Zeitfreiwilligenverband unter der Führung Bogislav von Selchows an, und war mit diesem an der Niederschlagung kommunistischer Aufstände in Thüringen im Nachgang des Kapp-Putsches beteiligt.
Nach seiner Promotion ließ er sich 1926 in Düsseldorf als Zahnarzt nieder. Am 1. Februar 1932 trat Winter der NSDAP bei, verließ diese jedoch bereits im Juni 1933 wieder. Er war unter anderem über fünfzig Jahre als Zahnarzt in der Justizvollzugsanstalt Düsseldorf tätig. Nach dem Zweiten Weltkrieg war er 1953 Gründungspräsident der Zahnärztekammer Nordrhein.  Er übte dieses Amt bis 1969 aus. Bei seinem Ausscheiden wurde ihm der Titel Ehrenpräsident verliehen. Von 1962 bis 1976 war er Präsident des Bundesverbandes der freien Berufe. Er war Aufsichtsratsmitglied der Deutschen Apotheker- und Ärztebank. Ihm zu Ehren verleiht die Deutsche Apotheker- und Ärztebank die Karl-Winter-Medaille an verdiente Mitglieder der Bank.
Der Mediziner Rolf Schlögell war sein Schwiegersohn.

## Ehrungen
- Bundesverdienstkreuz
- 1964: Großes Bundesverdienstkreuz
- 1975: Großes Bundesverdienstkreuz mit Stern
- Fritz-Linnert-Ehrenzeichen der Bundeszahnärztekammer[10]

## Veröffentlichungen
- Ein Beitrag zur Klinik der Zahnanomalien bei Lues Congenita und bei Störungen der Funktion endocriner Drüsen. Köln 1925.